# Per Goldschmidt

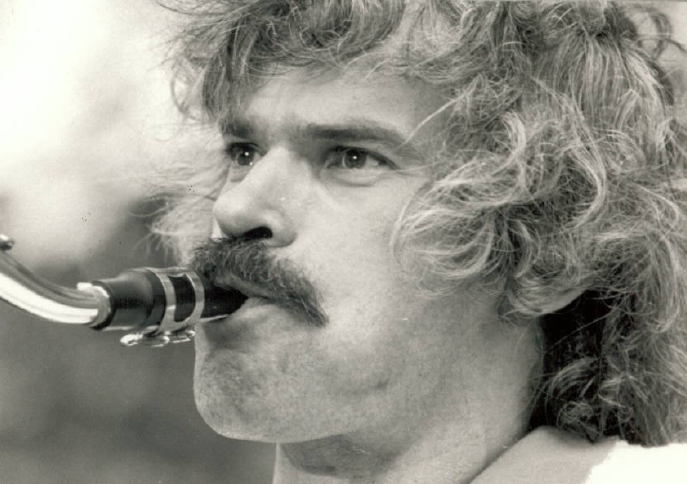
Per Goldschmidt (2013)

Per Bentzon Goldschmidt (* 11. März 1943 in Jægersborg; † 17. September 2013 in Kopenhagen) war ein dänischer Saxophonist (Tenor- und Baritonsaxophonist) des Modern Jazz sowie Film- und Fernseh-Schauspieler.

## Karriere
Per Goldschmidt studierte Klarinette am Königlichen Musikkonservatorium in Kopenhagen; 1962 wechselte er zum Tenorsaxophon. Nach 1965 spielte er zunächst als Amateurmusiker in verschiedenen Ensembles. 1967 spielte er mit Niels Jørgen Steen die Filmmusik für den Film Eftermiddagsgæsten, dem weitere Arbeiten für Film und Fernsehen folgten. 1976 spielte Goldschmidt mit der Creme Fraiche Band sowie mit den in Skandinavien weilenden US-Amerikanern Howard McGhee (Just Be There), Idrees Sulieman (Bird's Grass) und in den 1980er Jahren in Ernie Wilkins Almost Big Band, mit der er auch 1983 auf dem Montreux Jazz Festival auftrat. 2000 führte er die Band mit Erling Kroner gemeinsam weiter. 1987 wirkte er an Horace Parlans Album Little Esther mit.
In den 1990er Jahren nahm Goldschmidt unter eigenem Namen für Milestone Records das Album Frankly auf, an dem die Gastmusiker Tom Harrell, Niels Lan Doky, Niels-Henning Ørsted Pedersen und Alvin Queen mitwirkten; 1999 entstand das zweite Album Loneliness and Other Ballads auf dem Stunt-Label mit Carsten Dahl, Thomas Ofsen und Frands Rifbjerg. 1997 trat er auf dem Jazz-Baltica-Festival im Ensemble mit Tomasz Stańko, Nils Landgren, Nils Wogram, Peter Weniger und Bugge Wesseltoft auf. 
Außerdem betätigte er sich als Schauspieler im Comediehuset von Kopenhagen und wirkte in mehreren Spielfilmen und TV-Serien mit, zuletzt 2000 in Edderkoppen.
Im Jahr 2006 wurde er mit dem Django d’Or (Dänemark) als Bandleader of Excellence ausgezeichnet.

## Belege
1. ↑  Dänisches Filminstitut: Per Bentzon Goldschmidt, abgerufen am 21. September 2013

| Personendaten    | Personendaten                          |
| ---------------- | -------------------------------------- |
| NAME             | Goldschmidt, Per                       |
| ALTERNATIVNAMEN  | Goldschmidt, Per Bentzon               |
| KURZBESCHREIBUNG | dänischer Jazzmusiker und Schauspieler |
| GEBURTSDATUM     | 11. März 1943                          |
| GEBURTSORT       | Jægersborg                             |
| STERBEDATUM      | 17. September 2013                     |
| STERBEORT        | Kopenhagen                             |